# Slatina (řeka)
Slatina je řeka na středním Slovensku, která protéká územím okresů Detva a Zvolen. Je dlouhá 55,2 km a je vodním tokem 3. řádu. Na jejím toku se nacházejí dvě vodní díla: na horním toku vodárenská nádrž Hriňová a blízko města Zvolen vodní nádrž Môťová Mezi Zvolenskou Slatinou a Zvolenem je plánované vodní dílo Slatinka.

## Pramen
Slatina pramení ve Veporských vrších, v podcelku Sihlianska planina, na jihozápadním svahu vrchu Pätina (994,2 m n. m.) v nadmořské výšce přibližně 930 m n. m., na katastrálním území města Hriňová, severozápadně od osady Vrchslatina.

## Povodí Slatiny podle přítoků (ve směru toku)
Slatina (P - pravostranný přítok, L - levostranný přítok)
- Snohy P
- Grúňový potok P
- Bartková L
- Studená voda L
- Biela voda L
- Sučí potok L
- Trkotský potok P
- Hukava P (ústí do vodní nádrže Hriňová )
- Gondova jama (Skalisko) P
  - Slanec L
- Bystrý potok P
  - Riečka P
- Krivec P
- Kolárov potok P
- Korytárský potok L
- Liešňanský potok L
- Detvianský potok P
  - Jelšový potok L
  - Nemecká L
    - Brezinský potok P
- Stožocký potok L
- Kocanský potok L
- Hradná P
  - Mačinová L
  - Kamenná P
  - Želobudzský potok P
    - Skalica L

  - Dúbravský potok L
- Vígľašský potok P
- Korčínský potok L
- Slatinský potok P
- Závozný jarok L
- Ľubica L
- Drienovský potok L
- Sekier L (ústí do vodní nádrže Môťová )
- Pomiaslo L
- Zolná P
  - Malá Zolná L
  - Zolnica L
  - Vladárka P
  - Lovné L
  - Hučava L
    - Hluboký potok P
- Neresnica L
  - Macovie jarok P
  - Lomnianský potok P
    - Kňazov potok P

  - Stříbrný potok L
  - Bystrý potok L
  - Potočik P
  - Kalný potok L
  - Burzovo P

## Ústí
Slatina ústí do Hronu ve Zvolenské kotlině na západním okraji města Zvolen v nadmořské výšce přibližně 278 m n. m.